# Antti Laaksonen
Antti Akseli Laaksonen (* 3. října 1973, Tammela) je bývalý finský lední hokejista, křídelní útočník. S finskou reprezentací získal stříbrnou medaili na olympijských hrách v Turíně roku 2006. Má rovněž stříbro z mistrovství světa v roce 2001 a ze Světového poháru 2004. Hrál též na MS 2004. Za národní tým nastoupil ve 47 zápasech. Ve finské nejvyšší soutěži strávil jen jednu sezónu na začátku kariéry (v Hämeenlinnan Pallokerho) a dvě na jejím konci (v Lukko Rauma, kde byl v letech 2009–2010 kapitánem týmu). Jinak, krom jedné sezóny ve švýcarské lize (ve Fribourg–Gottéron), strávil celou kariéru v zámoří, byť do NHL se mu podařilo se propracovat jen v osmi ročnících. Hodně času strávil v univerzitním hokeji (hrál za Denverskou univerzitu), v ECHL (Charlotte Checkers) i v AHL (Providence Bruins a Albany River Rats). V NHL hrál za Boston Bruins, Minnesotu Wild a Colorado Avalanche. V její základní části sehrál 483 utkání, zaznamenal 168 bodů a dal 81 branek. Ve vyřazovací části (Stanleyově poháru) přidal 25 zápasů, 6 bodů a jednu branku.